# Augusta (Geórgia)
Augusta é uma cidade localizada no estado americano da Geórgia, no Condado de Richmond. Foi fundada em 1736. A cidade foi nomeada a partir de Augusta de Saxe-Gota, mãe de Jorge III do Reino Unido.
A cidade é sede do torneo internacional Masters de Golfe, um dos quatro principais torneios de golfe do mundo e o único com sede fixa: o Augusta National Golf Club.
Segundo o censo nacional de 2010, a sua área total é de 794 km², dos quais 11 km² são cobertos por água. Sua população é de 195 844 habitantes, e sua densidade populacional é de 250 hab/km². É a segunda cidade mais populosa do estado. Possui 84 427 residências, que resulta em uma densidade de 107,77 residências/km².
Na década de 1960, o cantor Ray Charles se recusou a tocar em uma casa de shows segregada em Augusta, ato que resultou na proibição do músico de se apresentar no estado da Geórgia.